# Nattväsen
Nattväsen är det sjätte studioalbumet med det svenska folk metal/viking metal-bandet Månegarm, släppt november 2009 av skivbolaget Regain Records.

## Låtlista
1. "Mina fäders hall" – 5:12
2. "Nattsjäl, drömsjäl" – 5:54
3. "Bergagasten" – 5:10
4. "I den svartaste jord" – 7:17
5. "Hraesvelg" – 1:48
6. "Vetrarmegin" – 4:59
7. "Draugen" – 4:17
8. "Nattväsen" – 5:51
9. "Delling" – 4:38

- Text: Pierre Wilhelmsson
- Musik: Erik Grawsiö/Jonas Almquist (spår 1–4, 6–9), Jonas Almqvist/Markus Andé/Pierre Wilhelmsson (spår 5)

## Medverkande
Musiker (Månegarm-medlemmar)
- Erik Grawsiö – trummor, sång, akustisk gitarr, horn
- Jonas Almquist – gitarr
- Markus Andé – gitarr
- Pierre Wilhelmsson – basgitarr, munharpa
- Janne Liljequist – violin, cello, flöjt

Produktion
- Pelle Säther (Per-Olof Uno Michael Saether) – producent, ljudtekniker, ljudmix
- Månegarm – producent, ljudtekniker, ljudmix, omslagsdesign
- Göran Finnberg – mastering
- Mats Redestad – omslagsdesign
- Pierre V. Wilhelmsson – omslagsdesign